# Władimir Ałganow
Władimir Pietrowicz Ałganow (ros. Владимир Петрович Алганов, ur. 22 października 1952 w Leningradzie) – radziecki, rosyjski funkcjonariusz wywiadu pełniący służbę jako dyplomata, były pracownik ambasady ZSRR i Federacji Rosyjskiej w Warszawie. Były pułkownik Pierwszego Zarządu Głównego Komitetu Bezpieczeństwa Państwowego ZSRR i Funkcjonariusz Służby Wywiadu Zagranicznego Federacji Rosyjskiej, zamieszany m.in. w tzw. aferę Olina i Orlengate.

## Życiorys
Jest synem oficera Armii Radzieckiej, stacjonującego wraz z Zachodnią Grupą Wojsk w NRD. Absolwent Wojskowej Akademii imienia F. E. Dzierżyńskiego w specjalności inżynier elektronik. W latach 1975–1993 służył w Siłach Zbrojnych ZSRR, następnie Rosji.
Ukończył Szkołę Specjalnego Przeznaczenia - radziecką Szkołę wywiadu, której komendantem był jego późniejszy zwierzchnik, rezydent wywiadu radzieckiego w PRL w latach 1973–1984 Witalij Pawłow. W ramach KGB służył na terenie NRD.
W latach 1981–1992 pełnił funkcję pierwszego sekretarza ambasady ZSRR w Warszawie.
Zarząd Kontrwywiadu Urzędu Ochrony Państwa podjął wobec jego osoby normalne w takim przypadku działania operacyjne, śledząc jego kontakty i podsłuchując rozmowy telefoniczne. UOP w połowie 1994 stwierdził, że Ałganow pomimo oficjalnego przejścia na emeryturę nie zaprzestał działalności szpiegowskiej w RP. Przykrywką jego działalności szpiegowskiej było zatrudnienie w austriackiej firmie Polmarck, której głównymi udziałowcami są Andrzej Kuna i Aleksander Żagiel, zamieszani w sprzeniewierzenie pieniędzy FOZZ.
W latach 2003–2006 doradca dyrektora generalnego koncernu FGUP Konciern „Roseniergoatom”, w latach 2006–2009 doradca dyrektora generalnego przedsiębiorstwa Intier RAO JeES, od 2009 kierownik grupy doradców przewodniczącego Intier RAO JeES. Od marca 2011 zasiada w Radzie Dyrektorów przedsiębiorstwa OAO „Promyszłennaja Eniergietika” (pol. Przemysłowa Energetyka). Od sierpnia 2013 członek Zarządu przedsiębiorstwa OOO „RT-ET” z siedzibą w Samarze.
W maju 2012 został odznaczony Orderem Honoru Federacji Rosyjskiej.